# Narisker

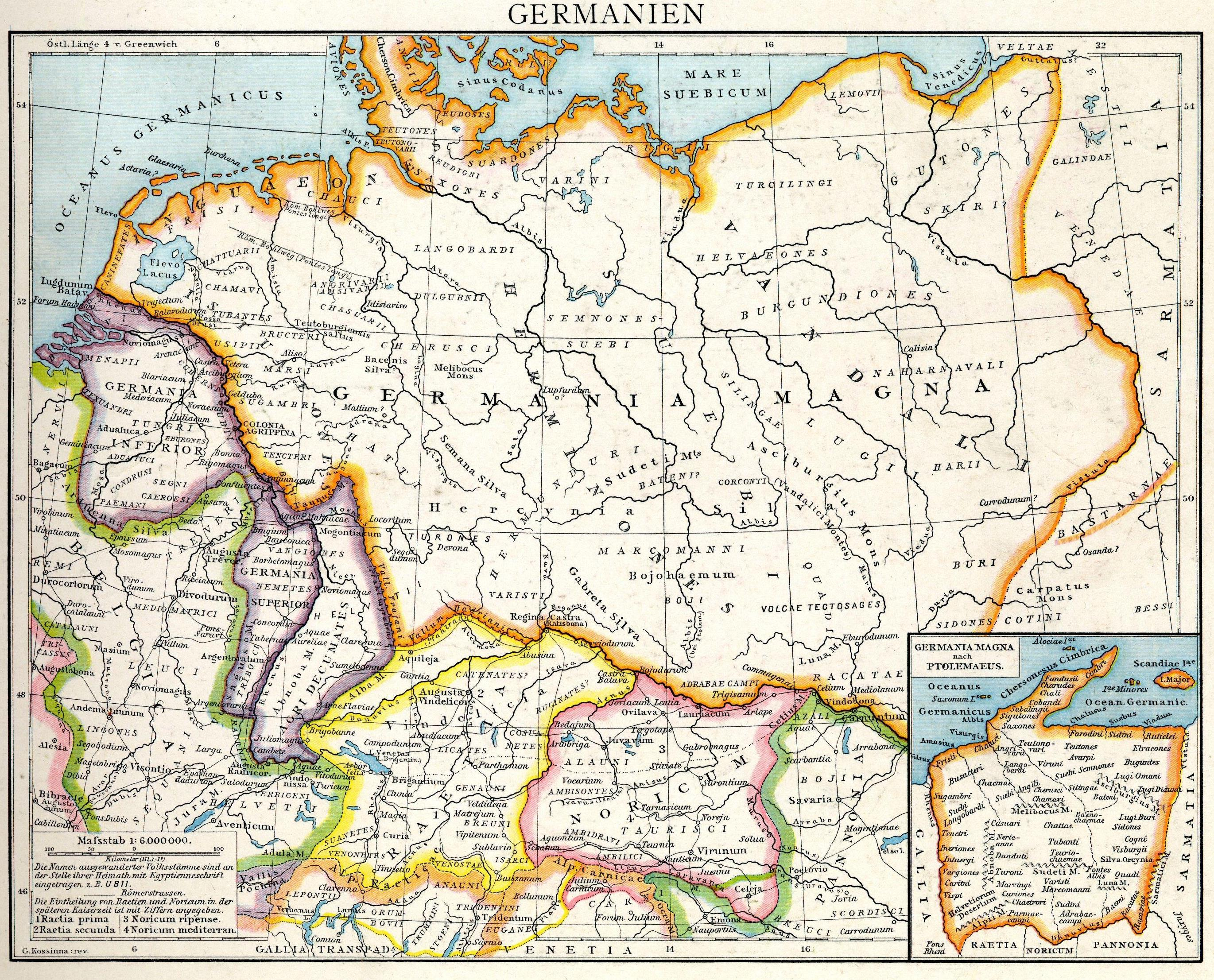
Das Siedlungsgebiet der Varisker lag im Süden der Germania, östlich der Regnitz, zwischen Fichtelgebirge und Bayerischem Wald

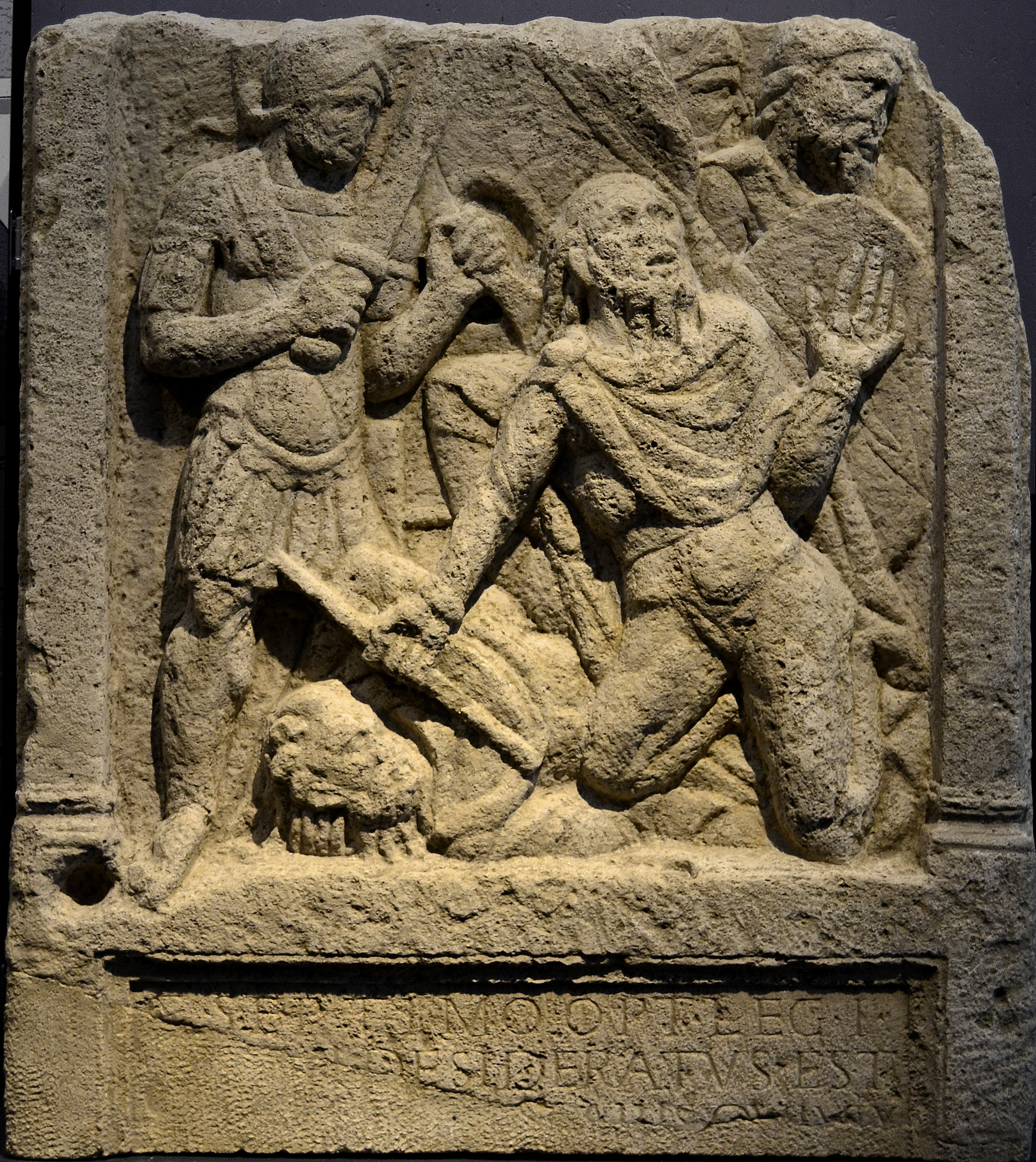
Grabstein aus Brigetio, um 173 n. Chr.: Ae(lio) Septimo opt(ioni) leg(ionis) I / [Ad]i(utricis) desideratus est / [bello 3]aris qui vix(it); mögl. Übersetzung: „Dem Aelius Septimus, Unteroffizier der Legio I Adiutrix, vermisst im Krieg gegen die (N?)aristen, der lebte...“.

Die Narisker (auch Naristen, Narister, Narisken, Varisker oder Varasker genannt) sind ein bei mehreren griechischen und römischen Autoren bezeugter germanischer Stamm. Tacitus bezeichnet sie in seiner Germania (c. 42) als Naristi, in der spätantiken Historia Augusta werden sie als Varistae (bzw. Varisti) bezeichnet. In der Forschung werden in der Regel beide Nennungen als authentisch angesehen und auf die Narisker (bzw. Narisci) bezogen, doch ist die Deutung ihres Ethnonyms umstritten; für Tacitus galten sie als Germanen.
Es ist nicht sicher, wo sich ihr genaues Siedlungsgebiet befand. So siedelten sie im Umfeld der Markomannen, Quaden und Armalausi, nordwestlich der Gabreta Silva, des heutigen Böhmerwalds, und galten als einer der alten mit Namen bekannten Volksstämme im bayerischen Nordgau. Ungefähr eines der Gebiete, die die Narisker besetzten, und laut Karten aus klassischen Quellen wäre es die heutige Stadt Schwandorf und die Gemeinden Ensdorf (Oberpfalz) und Ebermannsdorf in der Landkreis Amberg-Sulzbach: Der Römer Tacitus spricht von dem germanischen Stamm der Narisker (in „Germania“ 98 n. Chr.), die sich zwischen Donau und Fichtelgebirge niedergelassen hatten. 1863 fand man in Schwandorf Urnen mit menschlichen Überresten und Schmuckstücke, die den Narisken zugeschrieben werden. Möglicherweise wanderten im 1. Jahrhundert die Narisker von der Elbe ein und verdrängten die keltischen Bevölkerungsgruppen, die diese Gebiete bei Schwandorf bewohnten.
Gemeinsam mit den Markomannen kämpften die Narisker im 2. Jahrhundert gegen die Römer in den Markomannenkriegen (166–180 n. Chr.) und griffen Castra Regina (Regensburg) an. Cassius Dio im berichtet davon, dass 3.000 Narisker zu den Römern überliefen und von diesen Land erhielten (Dio 71,21). Anschließend verschwinden die Narisker (Varisker) seit 2. Jahrhundert unter diesem Namen aus den Quellen.
Die in der älteren Forschung aufgestellte These, ein Teil von ihnen sei im 4. Jahrhundert in Burgund angesiedelt worden, lässt sich nicht beweisen.
Nach den Variskern ist die variszische Orogenese benannt. Die Stadt Hof wurde als Curia Variscorum („Hof der Varisker“) erstmals im 4. Jahrhundert auf der Tabula Peutingeriana im heutigen Oberfranken erwähnt. Die Forschung der Nachkriegszeit lokalisiert, wie z. B. H. Bengtson 1959, die Naristen im südlichen Böhmen.